# 霍普芬韋爾湖
48°44′43″N 11°22′49″E / 48.745143°N 11.380175°E

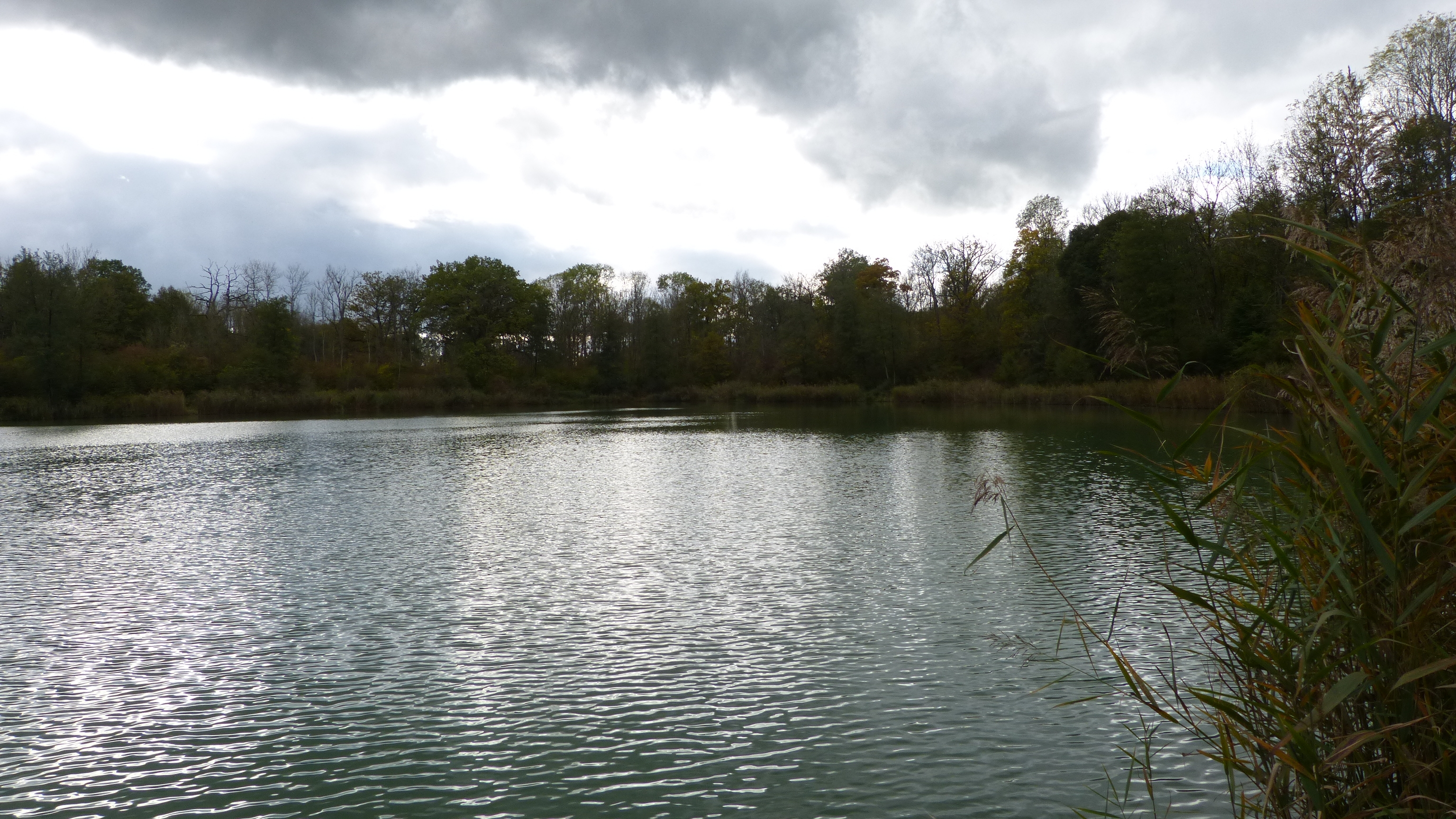

霍普芬韋爾湖（德語：Hopfenwehrl），是德國的湖泊，位於該國東南部，由巴伐利亞州負責管轄，處於英戈爾施塔特，距離多瑙河約0.2公里，長0.3公里、寬0.1公里，面積0.02平方公里，海拔高度368米。